# Ляшенко Ігор Миколайович
Ігор Миколайович Ляшенко (*6 вересня 1939 — 4 грудня 2015) — український учений у галузі прикладної математики. Доктор фізико-математичних наук, професор. Академік-засновник АН ВШ України (1992).

## Життєпис
Народився в м. Києві.
Закінчив механіко-математичний факультет КДУ ім. Т. Шевченка (відділення обчислювальної математики, 1961) та аспірантуру КДУ по кафедрі обчислювальної математики (1965). З 1962 року працював в КНУ ім. Т. Шевченка: асистент (1962—1966), старший викладач (1966—1968), доцент (1968—1970), завідувач кафедри економічної кібернетики (1970—1992), завідувач кафедри математичних методів еколого-економічних досліджень (1992—2004), професор цієї кафедри (з 2004 р.). Захистив кандидатську дисертацію в 1965 р., докторську — в 1970 р.

## Наукова діяльність
Наукові інтереси:
- обчислювальна математика та економічна кібернетика;
- системне моделювання економіки й екології.

Автор 250 наукових праць, зокрема 15 книг (9 монографій та 6 навчальних посібників — усі з грифом МОН України). Серед них:
- «Линейное и нелинейное программирование» (1975),
- «Макромодели экономического роста» (1979),
- «Автоматизированные системы управления предприятиями» (1982),
- «Методы эколого-экономического моделирования» (1994),
- «Математика для экономистов» (1998),
- «Економіко-математичні методи та моделі сталого розвитку» (1999),
- «Моделювання біологічних та екологічних процесів» (2002),
- «Моделювання економічних, екологічних та соціальних процесів» (2006).

Член редколегії журналу «Економічна кібернетика».
Підготував 28 кандидатів та 4 докторів наук.

## Відзнаки
Соросівський професор (1997). Заслужений професор Київського Національного університету ім. Т. Шевченка (2003). Лауреат Нагороди Ярослава Мудрого АН ВШ України (1999).
Член Президії АН ВШ України у 2004—2010 рр. Радник Президії АН ВШ України з 2010 р.

## Родина
Донька — Ляшенко Олена Ігорівна, професор Київського університету.